# Джованнини, Аттилио
Атти́лио Джованни́ни (итал. Attilio Giovannini; 30 июля 1924, Верона — 18 февраля 2005, Нью-Йорк) — итальянский футболист, защитник.
Известен по выступлениям за клубы «Интернационале» и «Лацио», а также национальную сборную Италии.
Двукратный чемпион Италии.

## Клубная карьера
Во взрослом футболе дебютировал в 1942 году выступлениями за команду клуба «Аудаче Сан-Микеле», в которой провел четыре сезона.
Впоследствии с 1946 по 1948 год играл в составе команд клубов «Больцано» и «Луккезе-Либертас».
Своей игрой за последнюю команду привлек внимание представителей тренерского штаба клуба «Интернационале», в состав которого присоединился в 1948 году. Сыграл за «нерадзурри» следующие шесть сезонов своей игровой карьеры. Большую часть времени, проведенного в составе «Интернационале», был основным игроком защиты команды. За это время дважды завоевывал титул чемпиона Италии.
В 1954 году перешёл в клуб «Лацио», за который отыграл 2 сезона. Играя в составе «Лацио» также в основном выходил на поле в основном составе команды. Завершил профессиональную карьеру футболиста выступлениями за команду «Лацио» в 1956 году.

## Выступления за сборную
В 1949 году дебютировал в официальных матчах в составе национальной сборной Италии. В течение карьеры в национальной команде, которая длилась 5 лет, провел в форме главной команды страны 13 матчей. В составе сборной был участником чемпионата мира 1950 года в Бразилии.